# Terrasse
En terrasse (fra latin terra – jord) er et udendørs, hævet, åbent, fladt område i enten et landskab, park eller have, i haver ofte i nærheden af en bygning, eller en tagterrasse på et fladt tag.

## Arkitekturterasser
Terrassen ligger oftest som forlængelse af en bygning, og er en lettilgængelige udvidelse af indendørs områderne. Haveterrasser benyttes ofte til afslapning og ophold. Mest udbredt er den brolagte terrasse og terrasser i hårdt træ.[kilde mangler] En anlægsgartner laver de brolagte terrasser, mens træterrasser laves af en tømrer eller snedker.
En terrasse over jordhøjde eller på en bygning kaldes en altan. En overdækket terrasse op ad et hus kan også kaldes en veranda.

### Historiske eksempler
Arkitektonisk terrasser kan spores tilbage til forhistorisk tid. Eksempler på tidlige arkitektonisk terrasser i Mellemøsten er blevet fundet på Nahal Oren (en boplads benytter af Natufiankulturen, beboet mellem 13.000 til 9800 fvt), i Tel Yarmut (2700-2200 fvt.), og i Tel el-'Umeiri (600 fvt). Arkitektoniske terrasser var udbredt globalt. For eksempel arkitektonisk terrasser også opstod på øen Bapelthuap i det moderne Palau i Stillehavet.

## Landskabsterrasser

### Landbrugsterrasser
I landbruget er en terrasse et hældende terræn, der er blevet opdelt i en serie af successivt faldende flade overflader eller platforme, der ligner trin, med henblik på mere effektiv landbrug. Denne type landskabspleje kaldes terrasser. Graduerede terrassetrin er almindeligt anvendt på marker i kuperet eller bjergrigt terræn. Terrasserede marker reducerer afstrømningen af vand og dermed erosionen, og kan anvendes til at støtte dyrkning af afgrøder, der kræver kunstvanding, såsom ris. Risterrasserne i de filippinske kordiller er optaget på UNESCOs Verdensarvliste på grund af teknikkens betydning.

### Flodterrasser
Flodterrasser er aflange terrasser, der flankerer siderne af flodsletter og højvandsdale over hele verden. De består af en relativt jævn eller svagt skrånende flade afgrænset af en skrænt, der adskiller flodterrassen fra enten en tilstødende flodslette eller andre flodterrasser. Flodterrasser er dannet ved erosion eller aflejring og repræsenterer en ældre dalbund, dannet ved flodens erosion i lejet. Store flodterrasser af denne type ses langs mange floder i Mellemeuropa. Langs smeltevandsdale i det danske istidslandskab findes også gamle terrasser, fx i Gudenådalen. Terrasser findes desuden langs kyster, der har hævet sig i forhold til havet, og hvor hævningen er foregået med afbrydelser; i stilstandsperioder har havet skåret sig ind i kystlandet og dannet en skrænt som fx i Vendsyssel. Flodterrasserne ligger parallelt med og over flodens løb og flodsletten.